# Polská vlajka

Polská národní vlajka
Poměr stran: 5:8

Polská státní vlajka
Poměr stran: 5:8

Polská námořní válečná vlajka
Poměr stran: 10:21

Vlajka Polska je tvořena listem o poměru stran 5:8 a je podélně rozdělená na dva pruhy: horní bílý a dolní karmazínový. Státní vlajka má uprostřed bílého pruhu znak (bílou, korunovanou orlici na karmazínovém štítu).

## Barvy
Barvy polské vlajky pocházejí z polského znaku, bílé orlice s korunou v karmazínovém poli, který vznikl roku 1228. Tyto barvy jsou ustanovené v polské ústavě. Odstín červené barvy se v historii několikrát změnil.
| Porovnání odstínů | Porovnání odstínů | Porovnání odstínů | Porovnání odstínů | Rozměry polské vlajky |
| Karmazín          | Rumělka           | Červená           | Karmazín 2        | Rozměry polské vlajky |
| ----------------- | ----------------- | ----------------- | ----------------- | --------------------- |
| #DC143C           | #FF4D00           | #FF0000           | #D4213D           | Rozměry polské vlajky |
| 1921–1928         | 1928–1980         | pro srovnání      | od 1980           | Rozměry polské vlajky |

V ústavě z 31. ledna 1980 je červená barva popsaná podle vzoru CIELUV (barevné rozhraní):
„Trojbarevné rozdělení barev x, y, a jejich složky Y a také povolený rozdíl E v poměru barev CIE 1976 (L* u* v*) je stanovený podle vzoru CIELUV při osvětlení C a poměru d/0.“
Červená na barevném vzoru přijatá v ústavě je o něco tmavší než rumělková.
| Barva   | x     | y     | Y    | E   |
| ------- | ----- | ----- | ---- | --- |
| bílá    | 0,315 | 0,320 | 2,0  | 4,0 |
| červená | 0,570 | 0,305 | 16,0 | 8,0 |

## Symbolika
Bílá barva reprezentuje touhu po míru a červená byla v období let 1945–1989 symbolem socialismu. Symbolika barev se vyvíjela s dobou, jsou různé interpretace:
- Alegorie bílého orla vznášejícího se nad zapadajícím sluncem.
- Spojení nejvyšších hodnot lidského ducha s posvátnou obětí krve za svobodu.
- Výraz přání polského lidu žít v míru a socialismu.

## Užití vlajek
Vlajka bez znaku se užívá na souši. Vlajku s orlicí užívají polští námořníci během plaveb po moři a podle článku 8 ústavy z roku 1997:
- Diplomatická a konzulátní zastupitelstva a jiné oficiální úřady za hranicemi Polska na budovách nebo před nimi
- Představitelé těchto úřadů na svých rezidencích a dopravních prostředcích podle mezinárodního práva
- Civilní letiště
- Civilní letadla při letech mimo Polsko
- Správní úřadovny přístavů na svých budovách či před nimi

## Historie
Bílá a červená barva pochází z erbů ze 13. století, ale oficiálními národními barvami se staly až 7. listopadu 1831, během listopadového povstání, schválil polský parlament (polsky: Sejm) rozhodnutí, že polská vlajka bude bílá a červená (podle barev znaku Polsko-litevské unie). Vlajku schválili 1. srpna 1919. V ústavě stojí: „Barvami Polské republiky jsou bílá a červená v podélných souběžných pásech, horní je bíly a dolní červený“.
Z ústavy přijaté roku 1919 nebylo zřejmé, jaký má být odstín červené barvy. Až o dva roky později vydalo Ministerstvo války brožurku Godło i barwy Rzeczypospolitej Polskiej (Znak a barvy Republiky Polské, autor: Stanisław Łoz), která zobrazovala barvy znaku a vlajky země. Červená barva na vlajce měla karmazínový odstín.
13. prosince 1927 polský prezident svým nařízením změnil odstín červené na rumělkový. Toto rozhodnutí nabylo účinnost 28. března 1928 a dovolovalo používání starších vlajek do 28. března 1930. Rumělkový odstín zůstal na polské vlajce do roku 1980.
Od roku 1955 jsou v Polsku dva vzory vlajek. Jeden, už popsaný výše a druhý, na kterém je uprostřed horního bílého pruhu zobrazená polská orlice. Polskou vlajku s orlicí ve středu používají polští námořníci během plaveb po moři. Tato vlajka byla taktéž schválena v roce 1919 a byla určena pro polské zastupitelské úřady v zahraničí a obchodní lodě. V letech 1928–1938 byla vlajka s orlicí jen námořní vlajkou na odlišení se od běžné vlajky. Od roku 1938 ji opět používají polské úřady v zahraničí.
Dekret ze 7. prosince 1955 potvrdil toto užívání vlajky a rozšířil ho o letiště a letadla létající do zahraničí. Ústava z 31. ledna 1980 rozšířila používání vlajky o přístavní úřady. Obrys orlice červeným lemem v bílém páse se také změnil se změnou státního znaku.
V roce 1992 nová polská vláda potvrdila, že vlajka zůstane v platnosti i nadále.
Od roku 2016 probíhaly práce na změně polského státního znaku a tím i vlajky. V roce 2021 je připravena novela zákona o státních symbolech, která upravuje některé chyby na znaku a mimo jiné byl též změněn odstín červené barvy štítu, kterážto změna se zřejmě promítne i do barvy polské vlajky.

## Den polské vlajky
Den vlajky se v Polsku slaví 2. května. 20. února 2004 byly provedeny změny zákona o znaku, barvách a hymně Polské republiky z 31. ledna 1980. Stalo se tak zákonem č. 467, podepsaný prezidentem Aleksandrem Kwaśniewským a publikovaným v částce  č. 49, s. 2766–2767. 2. květen byl (nově vloženým článkem 6a) prohlášen „Dnem vlajky Polské republiky“. Poprvé byl slaven v roce 2005.
Za socialismu bylo povinné vyvěšovat vlajky 1. května. Protože na 3. května připadá výročí přijetí polské ústavy z roku 1791 které komunisté neuznávali, musely se (rozhodnutím tehdejších úřadů) 2. května vlajky spustit. Za nespuštění hrozily postihy, stejně jako za nevyvěšení při oficiálních svátcích. Výběr dne vlajky tak nebyl náhodný.

## Další vlajky

Vlajka polského prezidenta Poměr stran: 5:6
Polská lodní vlajka (Naval Jack) Poměr stran: 5:6

## Vlajky polských vojvodství

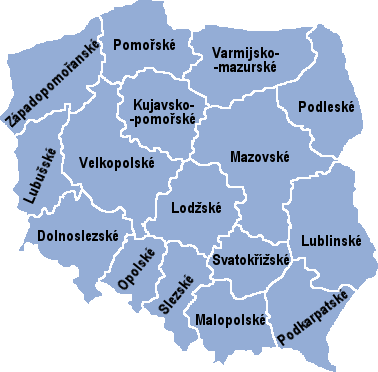
Polská vojvodství

Polsko je členěno na 16 vojvodství. Všechny užívají vlastní vlajky. Ne všechny vlajky jsou obdélníkového tvaru.